# Fluviopupa ramsayi
Fluviopupa ramsayi é uma espécie de gastrópode  da família Hydrobiidae.
É endémica da Austrália.